# 馬里科帕語
馬里科帕語(Maricopa)是通行於馬里科帕人之間的一種語言。現代的馬里科帕人主要居於美國亞利桑那州的鹽河皮馬─馬里科帕印第安人社區(Salt River Pima-Maricopa Indian Community)和吉拉河印第安人社區(Gila River Indian Community)兩處。

## 語法

### 語序
馬里科帕語語序如下：
- 基本語序：主詞─受詞─動詞(SOV)
- 介詞多為後置詞，即介詞置於其所支配的名詞之後。
- 數詞、形容詞和指示詞等置於被修飾詞後方，名詞領屬置於其被領屬者的前方。
- 關係子句置於被修飾詞的後方，或為頭詞內嵌(Internally headed relative pronoun)的形式。

### 名詞
馬里科帕語的名詞有六至七個格，但沒有性的區別，也沒有屬格，領屬者直接置於被領屬者前方。
馬里科帕語有主格後綴，但沒有賓格後綴，這和許多標明主格與賓格區別的主賓格語言有賓格標明而未必有主格標明的狀況不同。
另名詞中的被領屬者使用領屬前綴，用以標明其所有者的人稱，而領屬有分可分領屬(alienable possession)和不可分領屬(inalienable possession)等。

### 動詞
馬里科帕語的動詞有對主詞與受詞的人稱一致前綴，其人稱一致前綴有不及物動詞和及物動詞用的形式，而不涉及第一人稱和第二人稱的狀況會使用零形式，但人稱一致本身不標明單複數。
動詞會依主詞為單數、雙數或眾數，以及受詞為單數或眾數等而有不同的形式。
另馬里科帕語會依語氣的不同而使用前後綴。

## 腳註
1. ↑  .   [2012-12-16]. （原始内容存档于2020-11-24）. （页面存档备份，存于）